# Uromyces andropogonis-annulati
Uromyces andropogonis-annulati är en svampart som beskrevs av Syd., P. Syd. & E.J. Butler 1907. Uromyces andropogonis-annulati ingår i släktet Uromyces och familjen Pucciniaceae.   Inga underarter finns listade i Catalogue of Life.